# Ann Shoemaker
Pour les articles homonymes, voir Shoemaker.
Ann Shoemaker, née le 10 janvier 1891 à New York (quartier de Brooklyn) et morte le 18 septembre 1978 à Los Angeles (Californie), est une actrice américaine.

## Biographie
Elle joue au théâtre à Broadway, entre 1926 et 1966, dans des pièces et une comédie musicale.
Au cinéma, elle apparaît en 1928, puis de 1933 à 1950, avant de se retirer quasiment, excepté deux ultimes prestations en 1960 et 1966.
À la télévision, elle se produit dans quelques séries et un téléfilm, entre 1950 et 1976.
Elle était l'épouse de l'acteur d'origine britannique Henry Stephenson (1871-1956).

## Théâtre (à Broadway)
(pièces, sauf mention contraire)
- 1926 : Le Grand Dieu Brown (The Great God Brown) d'Eugene O'Neill, avec Robert Keith
- 1926-1927 : The Noose de Willard Mack, avec Helen Flint, Barbara Stanwyck
- 1927 : We all do de Knud Wiberg et Marcel Strauss, avec Charles Richman
- 1927 : Speak Easy d'Edward Knoblauch et George Rosener, avec Leo G. Carroll
- 1928-1929 : To-Night at 12 d'Owen Davis, avec Spring Byington
- 1929 : Button, Button de Maurice Clark, mise en scène de Maurice Clark et Henry C. Potter, avec Alison Skipworth
- 1929-1930 : The Novice and the Duke d'Olga Katzin, d'après Mesure pour mesure (Measure for Measure) de William Shakespeare, avec Leo G. Carroll, George Coulouris
- 1931 : The Silent Witness de Jack De Leon et Jack Celestin, avec Lionel Atwill
- 1932 : Black Sheep d'Elmer Rice, avec Jean Adair, Mary Philips
- 1941 : Ah, solitude ! (Ah, Wilderness !) d'Eugene O'Neill, avec Harry Carey, Zachary Scott, Enid Markey
- 1942-1943 : Proof through the Night d'Allan R. Kenward
- 1945 : The Rich Full Life ou Cynthia de Viña Delmar (adaptée au cinéma en 1947)
- 1946 : Woman bites Dog de Bella et Sam Spewack, avec Kirk Douglas, E. G. Marshall
- 1951 : Dream Girl d'Elmer Rice, avec Judy Holliday
- 1951 : Twilight Walk de A.B. Sheffrin, mise en scène par Paul Stewart, avec Walter Matthau
- 1954 : The Living Room de Graham Greene, avec Barbara Bel Geddes, Michael Goodliffe
- 1958-1959 : Sunrise at Campobello de Dore Schary, mise en scène par Vincent J. Donehue, avec Ralph Bellamy, Russell Collins, James Earl Jones (+ adaptation au cinéma en 1960 : voir filmographie ci-après)
- 1965-1966 : Half a Sixpence, comédie musicale, musique et lyrics de David Heneker, livret de Beverly Cross, d'après Kipps de H. G. Wells, avec John Cleese

## Filmographie partielle

### Au cinéma

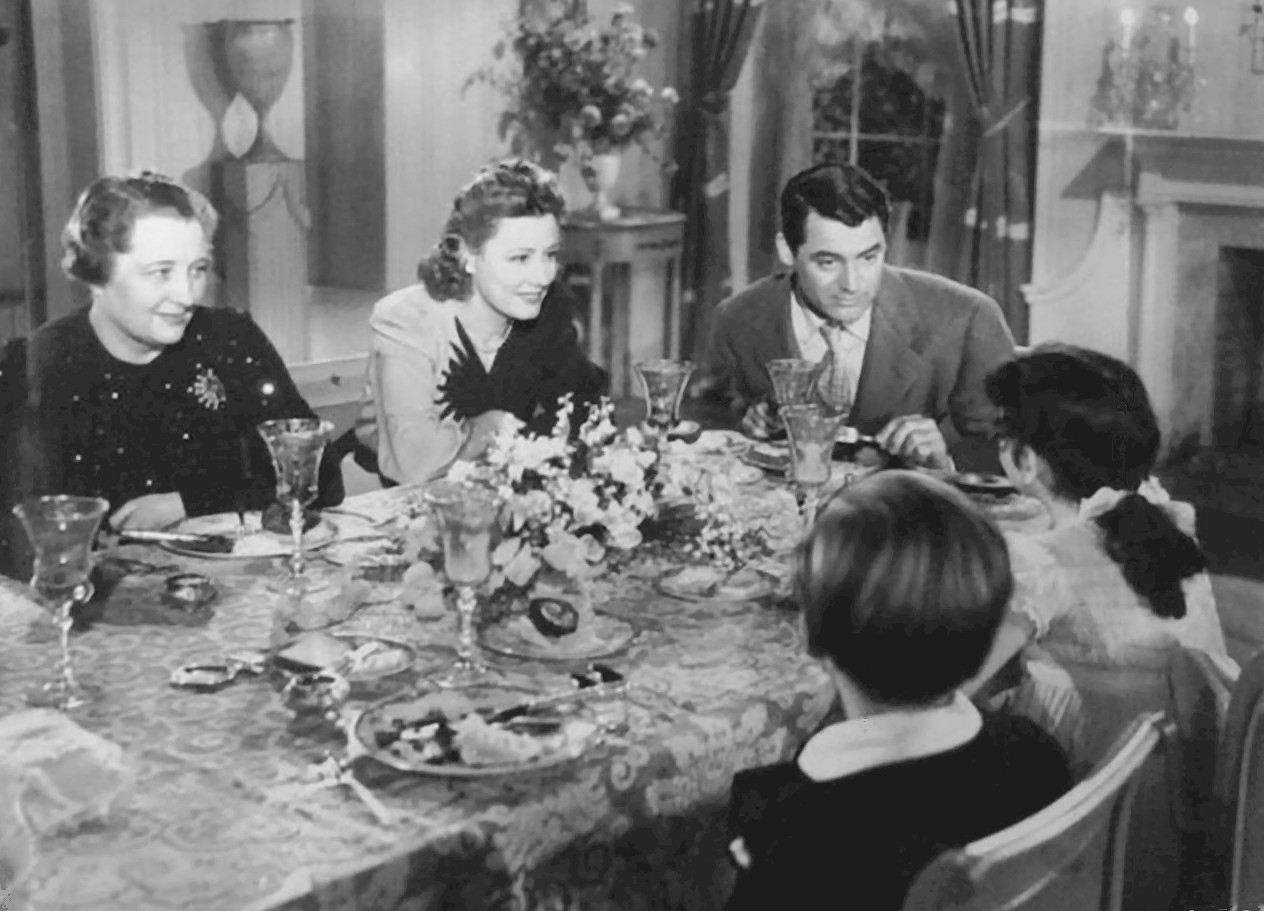
À gauche, dans Mon épouse favorite (1940),
avec Irene Dunne et Cary Grant

- 1933 : Chance at Heaven de William A. Seiter
- 1934 : Audaces féminines (Cheating Cheaters), de Richard Thorpe
- 1935 : Désirs secrets (Alice Adams) de George Stevens
- 1935 : A Dog of Flanders d'Edward Sloman
- 1936 : Le Chant des cloches (Sins of Man) d'Otto Brower et Gregory Ratoff
- 1937 : L'Entreprenant Monsieur Petrov (Shall we dance) de Mark Sandrich (non créditée)
- 1937 : La ville gronde (They won't forget) de Mervyn LeRoy
- 1937 : Stella Dallas de King Vidor
- 1939 : Place au rythme (Babes in Arms) de Busby Berkeley
- 1939 : La Tragédie de la forêt rouge (Romance of The Redwoods) de Charles Vidor
- 1940 : Seventeen de Louis King
- 1940 : Mon épouse favorite (My Favorite Wife) de Garson Kanin
- 1940 : An Angel from Texas de Ray Enright
- 1941 : L'amour vient en dansant (You'll never get rich) de Sidney Lanfield
- 1943 : Un espion a disparu (Above Suspicion) de Richard Thorpe
- 1944 : Trente Secondes sur Tokyo (Thirty Seconds Over Tokyo) de Mervyn LeRoy
- 1945 : La mort n'était pas au rendez-vous (Conflict) de Curtis Bernhardt
- 1947 : La Cité magique (Magic Town) de William A. Wellman
- 1949 : Secret de femme (A Woman's Secret) de Nicholas Ray
- 1950 : House by the River de Fritz Lang
- 1960 : Sunrise at Campobello de Vincent J. Donehue (adaptation de la comédie musicale éponyme : voir rubrique "Théâtre" ci-après)
- 1966 : La Grande Combine (The Fortune Cookie) de Billy Wilder

### À la télévision (séries)
- 1961 : Route 66, épisode Once to every Man
- 1965 : Rawhide, épisode Josh
- 1969 : Mission impossible (Mission: Impossible), Saison 3, épisode 22 Nicole
- 1976 : Le Nouvel Homme invisible (Gemini Man), épisode Train de nuit (Night Train to Dallas)